# Christmas Spirit
Christmas Spirit è un album natalizio della cantautrice statunitense Donna Summer pubblicato nel 1994.

## Tracce
1. White Christmas – 2:55 (Irving Berlin)
2. The Christmas Song – 4:20 (Mel Tormé, Robert Wells)
3. O Come All Ye Faithful – 4:40 (Frederick Oakeley, John Francis Wade)
4. Christmas Is Here – 3:22 (Donna Summer, Michael Omartian, Bruce Sudano)
5. Christmas Medley – 5:20 (Dix, Handel, Regney, Shayne)
6. I'll Be Home for Christmas – 3:30 (Buck Ram, Kim Gannon, Walter Kent)
7. Christmas Spirit – 4:53 (Donna Summer, Michael Omartian, Bruce Sudano)
8. Breath of Heaven – 6:04 (Amy Grant, Chris Eaton)
9. O Holy Night – 4:12 (Adolphe Adam, John Sullivan Dwight)
10. Lamb of God – 7:24 (Omartian, Summer)